# ممحاة الكم للاختيار المتأخر
تجربة ممحاة الكم للاختيار المتأخر (بالإنجليزية: Delayed-choice quantum eraser)‏ التي تم إجراؤها لأول مرة بواسطة يون هو كيم ورون جي يو وسيرجي كوليك ويي هسين شيه ومارلان سكالي. وتم الإبلاغ عنها في أوائل عام 1999، وهي عبارة عن شرح لتجربة الممحاة الكمومية التي تتضمن المفاهيم التي تم أخذها في الاعتبار في تجربة الاختيار المتأخر لويلر. تم تصميم التجربة للتحقيق في العواقب الغريبة لتجربة شقي يونغ المعروفة في ميكانيكا الكم، بالإضافة إلى عواقب التشابك الكمومي.